# Elezioni europee del 2009 in Slovacchia
Le elezioni europee del 2009 in Slovacchia si sono tenute il 7 giugno.

## Risultati
| Liste  | Liste                                                       | Gruppo | Voti    | %     | Seggi |
| ------ | ----------------------------------------------------------- | ------ | ------- | ----- | ----- |
|        | Direzione - Socialdemocrazia (Smer)                         | S&D    | 264.722 | 32,02 | 5     |
|        | Unione Democratica e Cristiana Slovacca (SDKÚ-DS)           | PPE    | 140.426 | 16,98 | 2     |
|        | Partito della Coalizione Ungherese (SMK)                    | PPE    | 93.750  | 11,33 | 2     |
|        | Movimento Cristiano-Democratico (KDH)                       | PPE    | 89.905  | 10,87 | 2     |
|        | Partito Popolare - Movimento per una Slovacchia Democratica | ALDE   | 74.241  | 8,98  | 1     |
|        | Partito Nazionale Slovacco (SNS)                            | EFD    | 45.960  | 5,56  | 1     |
|        | Libertà e Solidarietà (SaS)                                 | -      | 39.016  | 4,72  | -     |
|        | Partito dei Verdi (SZ)                                      | -      | 17.482  | 2,11  | -     |
|        | Democratici Conservatori - Partito Conservatore Civico      | -      | 17.409  | 2,11  | -     |
|        | Partito Comunista di Slovacchia                             | -      | 13.643  | 1,65  | -     |
|        | Forum Libero                                                | -      | 13.063  | 1,58  | -     |
|        | Partito della Sinistra Democratica                          | -      | 5.158   | 0,62  | -     |
|        | Partito Agrario Rurale                                      | -      | 3.721   | 0,45  | -     |
|        | MISIA 21 - Movimento di Solidarietà Cristiana               | -      | 3.515   | 0,43  | -     |
|        | Partito Democratico                                         | -      | 2.398   | 0,29  | -     |
|        | Liga - Partito Civico Liberale                              | -      | 2.373   | 0,29  | -     |
| Totale | Totale                                                      | Totale | 826.782 | 100   | 13    |